# NGC 4171
NGC 4171 est une étoile située dans la constellation de la Chevelure de Bérénice. L'astronome prussien Heinrich Louis d'Arrest a enregistré la position de cette étoile 10 mai 1864.

## Caractéristiques
Sa vitesse par rapport au fond diffus cosmologique est de
Selon la base de données Simbad, NGC 4170, NGC 4171 et NGC 4173 sont trois désignations différentes pour la galaxie PGC 38897 qui partout ailleurs est identifiée à NGC 4173.